# Whymperia cryptoides
Whymperia cryptoides là một loài tò vò trong họ Ichneumonidae.